# 佐藤 (福島県の食品卸売業)
佐藤株式会社（さとう）、通称ボーキ佐藤は、東日本で食品卸売業を営む企業である。関連会社に石油やガスを扱う佐藤燃料などがある。

## 概要
東北地方と新潟県、および北関東に支店網を持ち、食品の卸売りを行っている。関連会社としては、茨城県で酒類や食料品の卸売を行なう鹿島酒類販売、福島県で乳製品などの卸売りを行なう燈尚物産などがある。
また、石油部門を独立させた佐藤燃料は福島県内三か所に油槽所を所有し、二十数か所のガソリンスタンドを運営している他、灯油やLPガスの配達なども行なっている。
商標は木の字の右に縦棒を付けて「ボーキ」と読ませている。右の縦棒の由来はハッキリしないが、左の木の字は創業時の屋号の木村屋から。

## 主な事業所
- 本店
- 青森支店
- 八戸支店
- 秋田支店
- 盛岡支店
- 山形支店
- 仙台支店
- 福島支店
- 会津若松支店
- 郡山支店
- 白河支店
- いわき支店
- 新潟支店
- 群馬支店
- 北関東支店
- 茨城支店

## 沿革
- 1860年（万延元年）、岩代国郡山にて生糸木綿商として創業、屋号は木村屋
- 1889年（明治22年）、ライジングサン（後の昭和シェル石油）の日本総代理店サミュエル商会と石油販売で提携
- 1936年（昭和11年）、山形出張店を新設して県外に進出
- 1937年（昭和12年）、資本金300万円で株式会社化
- 1940年（昭和15年）、仙台支店、新潟支店を新設し、東北、北陸方面の業務拡大
- 1949年（昭和24年）、石油部門を分離し、日英石油販売を設立（後の佐藤燃料）
- 1977年（昭和52年）、佐藤商店から佐藤に社名変更
- 1991年（平成3年）、佐藤燃料が郡山市富久山町久保田に油槽所（中台オイルセンター）を設置
- 2013年（平成25年）、本店の新社屋竣工、佐藤燃料とともに新社屋へ移転
- 2017年（平成29年）、鹿島酒類販売と業務提携、子会社化[3]
- 2019年（令和元年）、燈尚物産と業務提携、子会社化[4]
- 2023年（令和5年）3月1日、佐藤酒造が三春酒造に社名変更[5]。